# Effelsberger Bach
Der Effelsberger Bach ist ein 6,6 km langer, orographisch rechter Nebenfluss des Sahrbachs in Nordrhein-Westfalen und Rheinland-Pfalz.

## Verlauf
Der Effelsberger Bach entspringt im Münstereifeler Wald etwa ein Kilometer nordwestlich des Münstereifeler Stadtteils Scheuerheck auf 450,6 m ü. NHN. Die Quelle liegt am Osthang des Knippbergs (537,3 m ü. NHN). Sie lässt sich nicht genau lokalisieren, da der Oberlauf des Bachs häufig trockenfällt. Der Bach fließt zunächst in östliche Richtung, nimmt nördlich von Scheuerheck von rechts den Hepperich auf, bevor er zwischen Scheuerheck und Wald die Landesstraße 113 unterquert. Er ändert seinen Lauf nach Südosten und nimmt von links den  Trinkpützsiefen  und von rechts den  Scheuerhecker Bach auf. Westlich des Hühnerbergs (ca. 393 m ü. NHN) fließt er in südliche Richtung und folgt für etwa 1,5 km der Landesgrenze zwischen Nordrhein-Westfalen und Rheinland-Pfalz. Er passiert dabei das Radioteleskop Effelsberg und nimmt von rechts den Rötzelbach auf. Er schwenkt dann wieder in östliche Richtung und mündet nördlich des Kirchsahrer Ortsteils Binzenbach auf 259 m ü. NHN in den dort von Norden kommenden Ahr-Zufluss Sahrbach.
Das Einzugsgebiet des Effelsberger Bachs beträgt 8,87 km² und entwässert über Sahrbach, Ahr und Rhein in die Nordsee.